# Glosas Emilianenses

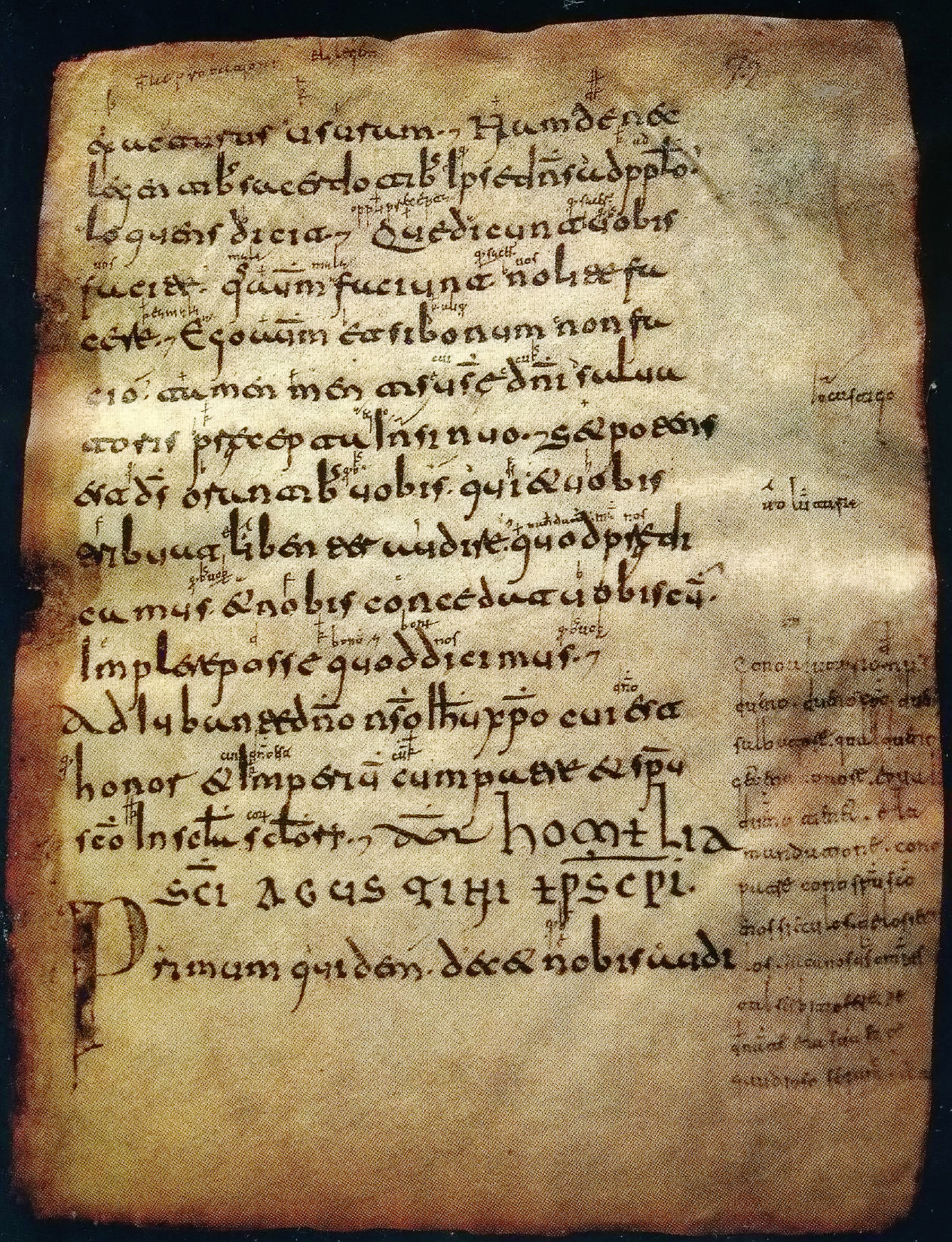
Página 72 do Códice Emilianense 60 com uma das glosas

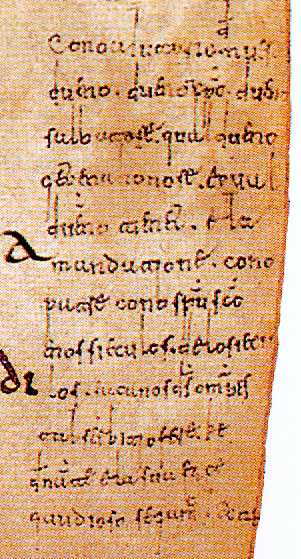
Detalhe da glosa mais extensa, a da página 72 do Códice Emilianense 60

As Glosas Emilianenses são pequenas anotações manuscritas escritas em várias línguas (latim, variedade riojana do romance navarro-aragonês e (basco medieval), entre as linhas ou nas margens de algumas passagens do códice latino Aemilianensis 60. Supõe-se que essas anotações datam do final do século X ou, mais provavelmente, do início do século XI. A intenção do monge copista era provavelmente clarificar o significado de algumas das passagens do texto latino.
Durante muito tempo, as glosas foram consideradas o primeiro testemunho escrito conhecido de um dialeto romance hispânico, o mesmo é dizer, da língua falada pelo povo. A maior parte das Glosas Emilianenses, mais de mil no total, estão escritas na variedade riojana do romance navarro-aragonês, mas também há duas escritas em basco, as quais constituem o primeiro testemunho escrito não epigráfico dessa língua.
O seu nome deve-se ao facto de terem sido compostas no Mosteiro de San Millán de la Cogolla (Millán ou Emiliano procede do latim Aemilianus), situado em La Rioja, que ao tempo fazia parte do Reino de Navarra, uma zona onde não se falou castelhano até séculos mais tarde.
A importância das glosas só foi descoberta em 1911, quando o historiador Manuel Gómez-Moreno as transcreveu na totalidade e as enviou ao filólogo e medievalista Ramón Menéndez Pidal. Devido à falta de rigor filológico, inicialmente atribuiu-se de forma errónea o epíteto de "berço do castelhano" a  San Millán de la Cogolla e, por extensão, à Rioja[carece de fontes?]. O poeta e filólogo Dámaso Alonso chamou-lhes "o primeiro vagido na nossa língua". No entanto, atualmente considera-se que elas não estão escritas em castelhano e encontraram-se escritos mais antigos nessa língua. Segundo o Instituto Castelhano e Leonês da Língua (ILCYL), uma fundação da Junta de Castela e Leão, os registos mais antigos em língua castelhana são os Cartularios de Valpuesta e a Nodicia de Kesos.